# Xiaomi Auto
Xiaomi Automobile Co., Ltd или Xiaomi Auto (кит. трад. 小米汽车) — китайский производитель электромобилей со штаб-квартирой в Пекине, это дочерняя компания китайской компании Xiaomi.

## История
30 марта 2021 года Лэй Цзюнь объявил, что Xiaomi Group создаст дочернюю компанию, занимающуюся бизнесом по производству электромобилей. Первоначальные инвестиции в это предприятие были установлены в размере 10 миллиардов китайских юаней, при этом ожидаемый общий объём инвестиций составит 10 миллиардов долларов США в течение следующих 10 лет. Лэй Цзюнь, генеральный директор компании, также будет генеральным директором подразделения электромобилей.
1 сентября 2021 года была основана компания Xiaomi Automobile Co., Ltd.
27 ноября 2021 года муниципальное правительство Пекина и Xiaomi официально подписали соглашение о сотрудничестве, официально объявив о создании Xiaomi Automobile в зоне экономического и технологического развития Пекина. Xiaomi Automobile планирует построить двухэтапный автомобильный завод с совокупной годовой производственной мощностью 300 000 автомобилей. Производственные мощности первой и второй очереди составляют по 150 тысяч автомобилей каждая. Планируется, что первый автомобиль сойдет с конвейера в зоне экономического и технологического развития Пекина в 2024 году, что ознаменует начало массового производства.
В марте 2022 года группа компаний Xiaomi опубликовала годовой отчет о результатах деятельности за 2021 год. В отчете показано, что бизнес Xiaomi по производству интеллектуальных электромобилей превзошел все ожидания с момента объявления плана производства автомобилей в марте 2021 года. На данный момент группа исследований и разработок автомобильного бизнеса численность персонала выросла до более чем 1000 человек, и ожидается, что официальное массовое производство начнется в первой половине 2024 года.
28 декабря 2023 года Xiaomi представила свой первый электромобиль Xiaomi SU7. Официальная презентация SU7 состоялась 28 марта 2024 года в Пекине, и в этот день Xiaomi начала принимать заказы на автомобиль. 
В 2025 году был представлен электрический внедорожник Xiaomi YU7.

## Модельный ряд
- Xiaomi SU7 (с 2024), среднеразмерный седан.
- Xiaomi YU7 (с 2025), среднеразмерный SUV.

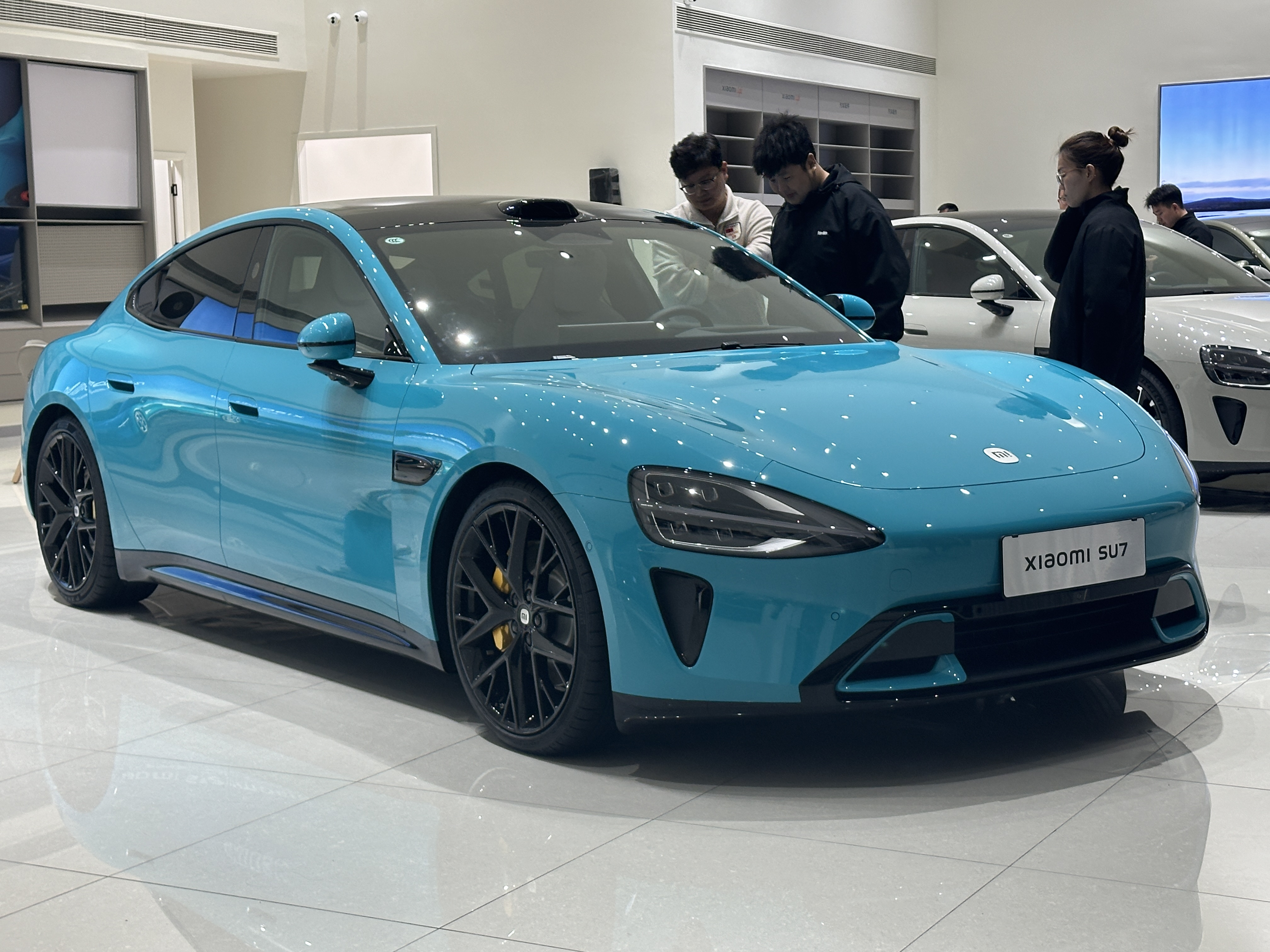
Xiaomi SU7